# Bee Michelin
Pour les articles homonymes, voir Michelin (homonymie).
 (février 2011).
Si vous disposez d'ouvrages ou d'articles de référence ou si vous connaissez des sites web de qualité traitant du thème abordé ici, merci de compléter l'article en donnant les références utiles à sa vérifiabilité et en les liant à la section « Notes et références ».
Bee Michelin (née Isabelle Michelin le 8 décembre 1954) est une chanteuse, danseuse et actrice française.

## Biographie
Elle est l'arrière-petite fille de l'industriel du pneumatique.
Elle participe à la comédie musicale Mayflower en 1975, à l'opéra-rock Starmania en 1979 et à une mise en scène, la même année, des Parapluies de Cherbourg au Théâtre Montparnasse.
Elle a eu une fille avec Guy Bontempelli, Elsa Bontempelli (productrice et danseuse-chanteuse) née en 1987, et un fils Pierre né en 1985.
Elle a un rôle important dans le film Rendez-moi ma peau… et joue, dans les années 2020, dans un spectacle basé sur des chansons de son mari décédé (sous le nom de Isabelle Bontempelli).
Aujourd'hui, installée en Provence à Buis les Baronnies, elle se consacre à la production et à la vente de produits biologiques, et continue à chanter du jazz (Nougaro, Legrand et standards jazz).

## Filmographie
- 1977 : L'Eau sale, téléfilm de Raymond Rouleau
- 1979 : Monsieur Liszt, téléfilm de Claude Chabrol
- 1979 : L'Horoscope de Jean Girault
- 1980 : Rendez-moi ma peau de Patrick Schulmann

## Théâtre
- 1980 : Diable d'homme ! de Robert Lamoureux, mise en scène Daniel Ceccaldi, théâtre des Bouffes-Parisiens